# Persone di nome Courtney
| Questa pagina contiene informazioni ricavate automaticamente dalle voci biografiche con l'ausilio del template Bio e di un bot. L'aggiornamento è periodico e automatico e ricostruisce completamente la pagina. Se manca una persona in questa lista, sei pregato di non aggiungerla, ma accertati piuttosto che la sua voce biografica contenga il template Bio e che i dati anagrafici siano correttamente compilati. Se il template Bio manca, inseriscilo tu stesso o, in alternativa, metti l'avviso {{tmp\|Bio}} che ne segnala la mancanza. Se i dati riportati sono sbagliati, correggi direttamente la voce biografica; le modifiche saranno visibili in questa lista entro pochi giorni. Per chiarimenti vedi il progetto antroponimi. La lista contiene solo le 66 persone che sono citate nell'enciclopedia e per le quali è stato implementato correttamente il template Bio. Pagina aggiornata al 16 ott 2024. |

Questa è una lista di persone presenti nell'enciclopedia che hanno il prenome Courtney, suddivise per attività principale.

## Attori(2)
- Courtney Gains, attore statunitense (Los Angeles, n. 1965)
- Courtney B. Vance, attore statunitense (Detroit, n. 1960)

## Attrici(8)
- Courtney Taylor Burness, attrice statunitense (La Jolla, n. 1995)
- Courtney Ford, attrice statunitense (Orange County, n. 1978)
- Courtney Grosbeck, attrice e modella statunitense (Jupiter, n. 2000)
- Courtney Henggeler, attrice statunitense (Phillipsburg, n. 1978)
- Courtney Hope, attrice, doppiatrice e produttrice cinematografica statunitense (Dallas, n. 1989)
- Courtney Jines, attrice statunitense (Fairfax, n. 1992)
- Coco Jones, attrice e cantautrice statunitense (Columbia, n. 1998)
- Courtney Thorne-Smith, attrice statunitense (San Francisco, n. 1967)

## Bobbisti(1)
- Courtney Rumbolt, ex bobbista britannico (Londra, n. 1969)

## Calciatori(2)
- Courtney Rodney, calciatore montserratiano (n. 1978)
- Courtney Wildin, ex calciatore inglese (Crewe, n. 1996)

## Calciatrici(2)
- Courtney Brosnan, calciatrice irlandese (Millburn, n. 1995)
- Courtney Sweetman-Kirk, calciatrice britannica (Leicester, n. 1990)

## Cantanti(2)
- Ari Lennox, cantante statunitense (Washington, n. 1991)
- Courtney Taylor-Taylor, cantante e chitarrista statunitense (Portland, n. 1967)

## Cantautrici(3)
- Courtney Marie Andrews, cantautrice statunitense (Phoenix, n. 1990)
- Courtney Barnett, cantautrice australiana (Melbourne, n. 1987)
- Courtney Love, cantautrice e attrice statunitense (San Francisco, n. 1964)

## Cestiste(6)
- Courtney Coleman, ex cestista e allenatrice di pallacanestro statunitense (Cincinnati, n. 1981)
- Courtney Hurt, cestista statunitense (Conyers, n. 1990)
- Courtney Paris, ex cestista e allenatrice di pallacanestro statunitense (San Jose, n. 1987)
- Courtney Vandersloot, cestista statunitense (Kent, n. 1989)
- Courtney Williams, cestista statunitense (Folkston, n. 1994)
- Courtney Willis, ex cestista statunitense (Fayetteville, n. 1982)

## Cestisti(7)
- Courtney Alexander, ex cestista e allenatore di pallacanestro statunitense (Bridgeport, n. 1977)
- Courtney Eldridge, ex cestista statunitense (Boston, n. 1980)
- Courtney Fells, cestista statunitense (Shannon, n. 1986)
- Courtney Fields, ex cestista statunitense (New York, n. 1982)
- Courtney Fortson, cestista statunitense (Montgomery, n. 1988)
- Courtney Lee, ex cestista statunitense (Indianapolis, n. 1985)
- Courtney Sims, ex cestista statunitense (Boston, n. 1983)

## Danzatori su ghiaccio(1)
- Courtney Jones, ex danzatore su ghiaccio britannico (n. 1941)

## Generali(1)
- Courtney Hodges, generale statunitense (Perry, n. 1887 - San Antonio, † 1966)

## Ginnaste(2)
- Courtney Kupets, ginnasta statunitense (Bedford, n. 1986)
- Courtney McCool, ex ginnasta statunitense (Kansas City, n. 1988)

## Ginnasti(1)
- Courtney Tulloch, ginnasta britannico (Lewisham, n. 1995)

## Giocatori di football americano(4)
- Courtney Brown, ex giocatore di football americano statunitense (Charleston, n. 1978)
- Courtney Greene, ex giocatore di football americano statunitense (New Rochelle, n. 1986)
- Courtney Taylor, ex giocatore di football americano statunitense (Carrollton, n. 1984)
- Courtney Upshaw, giocatore di football americano statunitense (Eufaula, n. 1989)

## Modelle(2)
- Courtney Eaton, modella e attrice australiana (Bunbury, n. 1996)
- Courtney Gibbs, modella statunitense (Dallas, n. 1966)

## Nuotatrici(1)
- Courtney Shealy, ex nuotatrice statunitense (Columbia, n. 1977)

## Pallanuotiste(1)
- Courtney Mathewson, ex pallanuotista statunitense (Orange, n. 1986)

## Pallavoliste(4)
- Courtney Buzzerio, pallavolista statunitense (n. 2000)
- Courtney Felinski, pallavolista statunitense (Wichita Falls, n. 1992)
- Courtney Schwan, pallavolista statunitense (Spokane, n. 1996)
- Courtney Thompson, pallavolista statunitense (Bellevue, n. 1984)

## Pattinatrici di short track(1)
- Courtney Sarault, pattinatrice di short track canadese (Grand Rapids, n. 2000)

## Polistrumentisti(1)
- Courtney Pine, polistrumentista britannico (Londra, n. 1964)

## Rapper(1)
- Nines, rapper britannico (Harlesden, n. 1990)

## Registi(1)
- Courtney Solomon, regista e produttore cinematografico canadese (Toronto, n. 1971)

## Rugbisti a 15(1)
- Courtney Lawes, rugbista a 15 britannico (Londra, n. 1989)

## Sceneggiatrici(1)
- Courtney Hunt, sceneggiatrice e regista statunitense (Memphis, n. 1964)

## Schermitrici(1)
- Courtney Hurley, schermitrice statunitense (Houston, n. 1990)

## Sciatrici alpine(2)
- Courtney Calise, ex sciatrice alpina statunitense (n. 1980)
- Courtney Strait, ex sciatrice alpina statunitense (n. 1981)

## Sciatrici freestyle(1)
- Courtney Hoffos, sciatrice freestyle canadese (Invermere, n. 1997)

## Siepiste(1)
- Courtney Frerichs, siepista statunitense (Barrington, n. 1993)

## Ultramaratonete(1)
- Courtney Dauwalter, ultramaratoneta statunitense (Hopkins, n. 1985)

## Velociste(1)
- Courtney Okolo, velocista statunitense (Dallas, n. 1994)

## Velocisti(1)
- Courtney Lindsey, velocista statunitense (Rock Island, n. 1998)

## Wrestler(2)
- Isla Dawn, wrestler scozzese (Glasgow, n. 1994)
- Rosemary, wrestler canadese (Winnipeg, n. 1983)